# Sputnik 5
Sputnik 5 var en sovjetisk Vostok-farkost som flögs i Sputnikprogrammet. Den sändes upp 19 augusti 1960 och var den första farkost som återvände till jorden med levande djur ombord. Detta var den andra testflygningen med Vostok-farkosten.
Efter ungefär 21 timmar i omloppsbana runt jorden, återinträdde farkosten i jordens atmosfär och landade i Sovjetunionen.